# Microsoft Office Document Scanning
Microsoft Office Document Scanning od firmy Microsoft je součástí kancelářského balíku Microsoft Office podskupiny Nástroje sady Microsoft Office. Jde o program sloužící pro rychlé scanování dokumentů nezávisle na typu zařízení. Umožňuje používat nastavení scanovacích předloh (barevně, černobíle, nastavení rozlišení, …).
Zvládá zpracování vícestránkového zdroje do jednoho dokumentu. Výstup načte do aplikace Microsoft Office Document Imaging pro uložení nebo další drobné úpravy.